# Колегаев, Андрей Лукич
Андре́й Луки́ч Колега́ев (22 марта 1887, Сургут — 23 марта 1937) — российский революционер-эсер, член Учредительного собрания, нарком земледелия РСФСР (1917—1918).

## Биография
Родился в семье ссыльного народовольца. Окончил Таганрогскую гимназию, в 1906 году поступил в Харьковский университет, из которого вскоре был исключён за политическую деятельность. В том же году вступил в партию социалистов-революционеров, участвовал в террористических актах и экспроприациях, четырежды привлекался к ответственности по политическим делам. Провёл год в тюрьме и в 1909 году. был выслан за границу. Продолжил своё обучение в Париже, где примкнул к левому крылу Партии социалистов-революционеров (ПСР).
После Февральской революции вернулся в Россию, был поверенным общества Московско-Казанской железной дороги и членом Казанской губернской земской управы (с мая 1917 г.). Стал одним из руководителей левого крыла эсеров, членом редакции левоэсеровской газеты «За Землю и Волю».
Руководил работой 1-го Казанского губернского крестьянского съезда, в качестве председателя губернского Совета крестьянских депутатов был одним из авторов постановления от 13 мая о передаче частновладельческих земель и имений в ведение волостных комитетов. Отказался подчиниться требованию Временного правительства и отменить это постановление о введении земельной реформы: «угрозы тюрьмой и карами… не остановят Совет при проведении до конца воли народа». В сентябре 1917 г. на 2-м Казанском губернском крестьянском съезде добился освобождения руководителей аграрных выступлений в губернии, арестованных властями после Июльских дней.
15 октября на 8-й Петроградской конференции ПСР избран членом Политического комитета эсеров. Участник Октябрьского вооружённого восстания в Петрограде. Был избран депутатом II Всероссийского съезда Советов РСД; вместе с другими левыми эсерами 27 октября (9 ноября) был исключён из ПСР за участие в Октябрьской революции и отказ покинуть съезд. Был одним из организаторов и лидеров Партии левых социалистов-революционеров (ПЛСР): в ноябре вошёл в Центральное бюро по созыву учредительного съезда левоэсеровской партии, на съезде 19-27 ноября был избран членом её ЦК.
Утверждён ВЦИКом на должность наркома земледелия 24 ноября, назначен  СНК 25 ноября. Как и другие левые эсеры, был сторонником «однородного социалистического правительства»; но поскольку достичь компромисса с правыми эсерами и меньшевиками не удалось, 9 декабря по решению ЦК ПЛСР вошёл в СНК в качестве наркома земледелия; вместе с И. А. Майоровым был автором законопроекта о социализации земли.
Участвовал в заседании Учредительного собрания 5 (18) января 1918 года и высказался за его роспуск. После заключения Брестского мира по решению ЦК ПЛСР в знак протеста покинул правительство вместе с другими наркомами-эсерами. Выступил против восстания левых эсеров против большевиков; после раскола с ПЛСР в июле 1918 года создал и возглавил Партию революционных коммунистов, однако уже в ноябре вместе с рядом влиятельных членов ЦК вышел из партии и вступил в РКП(б) (сама партия осенью 1920 года объединилась с РКП(б)).
Во время Гражданской войны был членом РВС и председателем продовольственной комиссии Южного фронта.
В 1920 году работал начальником Хозяйственно-материального управления НКПС. С 1921 года был заместителем председателя Москуста.
В 1935 году был арестован и в 1937 году расстрелян. Реабилитирован посмертно в 1957 году.

## Киновоплощение
- 1968 — «Шестое июля». В роли Андрея Колегаева — Иван Соловьёв